# Aka Manah

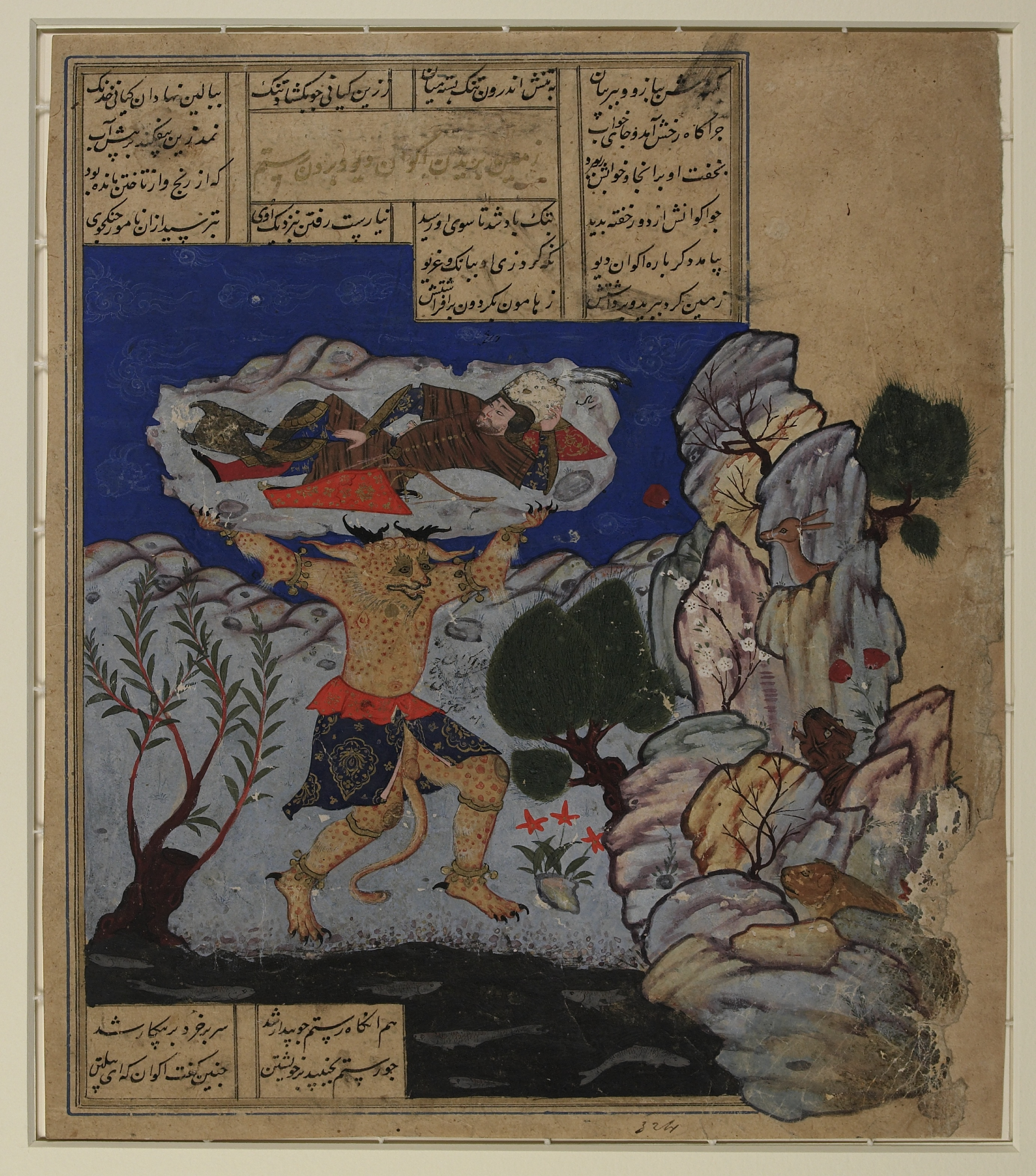
Aka Manah hází Rustama, perského hrdinu, do moře

Aka Manah „Zlé smýšlení“, mladoavestánsky Akem Manó, středopersky Akóman či Akaman, je v zarathuštrismu a perské mytologii daéva-démon, protivník Vohu Manaha „Dobrého smýšlení“.
Ve starší Avestě, konkrétně na čtyřech místech Jasny, jde o pouhou abstrakci myšlení které je vlastní zrádným lidem, vede k uctívání falešných bohů, kteří vznikají z jeho semene, a které lze odvrátit modlitbou a obětí. V mladší Avestě už je pak zcela personifikován, v Zamjád jaštu bojuje po boku Aéšmy, Daháky a Spitjury, proti služebníkům Ahura Mazdy o vlastnictví chvareny a podle téhož textu bude přemožen Vohu Manahem při Frašokereti, obnově světa. Podle Vendídádu pokládal Aka Manah Zarathuštrovi 99 zákeřných otázek, přičemž však neuspěl. Ve středoperských zdrojích patří k prvním stvořením Ahrimana, je spojován se zármutkem a jeho společníky jsou Anaštíh „ne-mír“ a Varan „Chtíč“.
V Šáhnáme vystupuje Akván-e Dív „daéva Akván“, jehož jméno je pravděpodobně zkomolenou podobou jména Akóman. Má podobu velkého, ošklivého divokého osla s kly, modrýma očima a černou tlamou a je poražen hrdinou Rostamem.